# 常福寺 (土岐市)
常福寺（じょうふくじ）は岐阜県土岐市下石町にある臨済宗妙心寺派の寺院。山号は知足山。

## 歴史
元和年間(1615～1624年)、林清重郎が長男の長久郎と、安藤清右衛門が長男の藤吉郎の手習い師匠であった、虎渓山の珉蔵主という出僧の為に、幸彼庵という小庵を開創した。
この時に、妻木村の崇禅寺二世の見龍宗潭が、開山と開基の人選を行い、玉巌宗珉が開基となり、清巌が開山した。また大平・門田・山寺・鍛冶帰・神宮の5集落から数軒の檀家を移管した。
幸彼庵は臨済宗南禅寺派であったが、寺請制度の開始に伴い、知足山 常福寺に改号して臨済宗妙心寺派となり、崇禅寺七世の春嶺宗栄が一世となった。
元禄年間(1688～1704年)、二世の長水は、寺を上貢の旧地(元寺屋敷)から下石川の対岸の小坂の平林山に移転して中興開山した。
明治44年(1911年)4月18日、窯屋敷にあった釈迦如来を本尊とする法輪山 地蔵院を合併した。
昭和11年(1936年)頃、大平の佐橋氏・加藤氏、門田の永井氏・坂田氏、山寺の長江氏、鍛冶帰の長江氏、神宮の大野氏等70余戸が、常福寺の檀家に加わった。

## 境内

### 観音堂
観世音菩薩が本尊として安置されている。
文政元年(1818年)11月、林五郎右衛門が、字・清水に建立したものであったが、
明治2年(1869年)3月、常福寺の境内に移築して境内仏堂となった。

### 地蔵堂
天保11年(1840年)2月、安藤兵左衛門ら30名が建立したもので、本尊は地蔵菩薩である。元は行者堂と称していた。
明治44年(1911年)4月18日、常福寺の境内に移築して境内仏堂となった。
子安地蔵として尊崇されており、毎月24日に常福寺にて祭祀されている。子年に本開帳、午年に中開帳が行われている。

### 大仏
昭和9年(1934年)11月に建設された釈迦如来である。コンクリート造りで、座高は5m44cmである。

## 境外

### 阿弥陀堂
貢にあり、常福寺が管理している。本尊は阿弥陀如来である。
堂内にある香炉に元禄年間を示す文字が刻まれていることから、元禄以前の創建であると思われる。
薬師如来も祭祀されたため、薬師堂とも呼ばれている。